# LPGA Tour 2020
Navigation
Édition précédente Édition suivante
Le LPGA Tour 2020 est la soixante-et-onzième  édition du Ladies Professional Golf Association Tour (LPGA), circuit professionnel féminin de golf, qui se déroule du 16 janvier 2020 au 20 décembre 2020, grandement affecté par la pandémie de Covid-19. Axée sur les États-Unis, la LPGA prend en compte également des tournois qui se déroulent hors des frontières américaines entre les restrictions liées à la pandémie, ainsi cette saison voit des tournois programmés en Australie, en Écosse et au Canada. Cette soixante-et-onzième édition de ce circuit permet de proposer un certain nombre de tournois professionnels destinés aux femmes en dehors des compétitions amateurs. La volonté de la professionnalisation des golfeuses leur permet désormais de gagner de l'argent en jouant au golf.
Cette saison comporte seulement dix-huit tournois auxquels sont insérées des dotations financières en fonction du résultat de la golfeuse. Quatre de ces tournois, à la suite de l'annulation du Championnat Amundi Evian, sont considérés comme « tournoi majeur » - l'Open britannique, l'ANA Inspiration, le Championnat de la LPGA et l'Open américain - et sont considérés comme les plus prestigieux et difficiles à remporter.
La Sud-Coréenne Sei-young Kim est désignée « Joueuse de l'année de la LPGA » (« Player of the Year ») pour la première fois de sa carrière. Le classement des gains, quant à lui, est remporté par sa compatriote Jin-young Ko avec un montant de 1 667 925 $ de gains en gagnant un unique tournoi. Les tournois majeurs sont remportés par l'Allemande Sophia Popov (Open britannique), les Sud-Coréennes Mirim Lee (ANA Inspiration), Sei-young  Kim (Championnat de la LPGA) et A-lim Kim (Open américain). Enfin, le « Trophée Vare » récompensant la golfeuse ayant la moyenne de score la plus basse de la saison est également remporté par Sei-young Kim pour la première fois.

## Histoire
Pour l'organisation de cette soixante-et-onzième édition grandement impacté par la pandémie de Covid-19, la majorité des tournois se disputent aux États-Unis. Comme la saison précédente, la LPGA décide d'organiser des tournois hors des frontières des États-Unis avec la tenue de tournois programmés en Australie, en Écosse et au Canada. La majorité des joueuses sont des golfeuses principalement américaines professionnelles et amateures mais la LPGA intègre aussi de nombreuses golfeuses étrangères. Le calendrier fait débuter la saison par le Tournoi des Champions de Diamond Resorts remporté par la Mexicaine Gaby López. 
La Sud-Coréenne Sei-young Kim est désignée « Joueuse de l'année de la LPGA » (« Player of the Year ») pour la première fois de sa carrière. Le classement des gains, quant à lui, est remporté par sa compatriote Jin-young Ko avec un montant de 1 667 925 $ de gains en gagnant un unique tournoi. Les tournois majeurs sont remportés par l'Allemande Sophia Popov (Open britannique), les Sud-Coréennes Mirim Lee (ANA Inspiration), Sei-young  Kim (Championnat de la LPGA) et A-lim Kim (Open américain).

## Participantes à la saison LPGA 2020
Les participantes ont deux statuts. Certaines sont devenues professionnelles mais de nombreuses amateures prennent également part aux tournois sans toutefois pouvoir recevoir le montant des gains en raison de leur statut.
| Participantes    | Participantes       | Participantes    | Participantes    | Participantes    |
| Professionnelles | Professionnelles    | Professionnelles | Professionnelles | Professionnelles |
| ---------------- | ------------------- | ---------------- | ---------------- | ---------------- |
| Céline Boutier   | Ashley Buhai        | Carlota Ciganda  | Austin Ernst     | Ally Ewing       |
| Hannah Green     | Georgia Hall        | Nasa Hataoka     | Brooke Henderson | Danielle Kang    |
| Megan Khang      | A-lim Kim           | Sei-young Kim    | Lydia Ko         | Nelly Korda      |
| Jennifer Kupcho  | Minji Lee           | Mirim Lee        | Stacy Lewis      | Yealimi Noh      |
| Anna Nordqvist   | Amy Olson           | Inbee Park       | Mel Reid         | Jennifer Song    |
| Angela Stanford  | Jasmine Suwannapura | Lexi Thompson    |                  |                  |

## Classements saison 2020

### Tableau des gains («Money list»)
Le tableau ci-dessous est le classement des golfeuses par gains obtenus sur cette saison 2020. Le classement par gains est remporté par la Sud-Coréenne Jin-young Ko avec 1 667 925 $ remportés.
| Cla. | Golfeuses    | Gains       | Victoires |
| ---- | ------------ | ----------- | --------- |
| 1    | Jin-young Ko | 1 667 925 $ |           |

### Trophée Vare («Vare Trophy»)
Le tableau ci-dessous est le classement des golfeuses par scores les plus bas sur cette saison 2020.
| Cla. | Golfeuses     | Moyenne |
| ---- | ------------- | ------- |
| 1    | Sei-young Kim |         |